# Olga Pikhienko
Olga Pikhienko (Volgogrado, 11 de fevereiro de 1980) é uma acrobata e contorcionista russa. Pikhienko começou na ginástica rítmica com cinco anos de idade. Quando tinha onze anos, ela começou a se apresentar com o seu pai, Sasha Pikhienko, no Nikulin Circus em Moscou. Sua apresentação com seu pai lhes rendeu uma medalha de ouro no Festival Mondial du Cirque de Demain em Paris de 1992. Em 1993, eles ganharam uma medalha de prata em Pequim, China, no Festival Mundial.
Pikhienko começou a trabalhar com o Cirque du Soleil em 1994. Em 1996, ela saiu em turnê com a produção Quidam do Cirque du Soleil, e, por mais de cinco anos, realizou seu número de balanceamento com as mão e contorcionismo com bastões em toda a Europa e América do Norte. Em 2001, trabalhou na criação de Varekai, enquanto estava a ser filmado para a série de documentários Cirque du Soleil: Fire Within, da rede Bravo, que ganhou um prêmio Emmy em 2003.
Ela recebeu uma medalha de ouro em Paris em 2004 no Festival Mondial du Cirque de Demain. Depois de excursionar com o Varekai por três anos, Pikhienko decidiu diversificar artisticamente, desenvolvendo novos atos para eventos especiais, comerciais, e vídeo. Seu novo ato foi coreografado por Debra Brown, que já coreografou para muitos shows do Cirque du Soleil. Ela voltou para Quidam em 2006, e saiu em turnê com o show mais uma vez até voltar à sede do Cirque du Soleil para a criação de Iris, seu terceiro show com a companhia. O espetáculo estreou em julho de 2011. De acordo com sua página pessoal no Facebook, ela deixou Iris em 2 de setembro de 2012. Depois disso, se apresentou brevemente em um show chamado Le Noir: the Dark Side of Cirque, e também do Empire, um show de turnê na Austrália. Ela voltou a fazer eventos privados e reside em Los Angeles, Califórnia, com sua família.

## Biografia
Olga iniciou na ginástica rítmica aos 5 anos de idade. Quando Olga estava com 11 anos, ela começou a se apresentar com seu pai, Alexander Pikhienko, no Nikulin Circus em Moscou. Olga foi premiada em 1992 com a medalha de ouro do Festival Internacional de Paris por causa destas apresentações com seu pai. Em 1993, eles ganharam uma medalha de prata no Festival Mundial de Pequim, China. Olga começou a trabalhar no Cirque du Soleil em 1994. Sua primeira turnê ocorreu em 1995 com o espetaculo Quidam, e nos 5 anos seguintes ela executou seu famoso número de contorcionismo sobre balizas (hand balancing and contortion with canes), se apresentando na Europa e América do Norte. Em 2001, trabalhou na produção do espetáculo Varekai e ao mesmo tempo foi filmada para a série de documentários Fire Within da rede Bravo, o qual ganhou o prêmio Emmy em 2003. Ela conquistou outra medalha de ouro em Paris No Festival Internacional de 2004 e foi avaliada como 'um dos melhores número do mundo'. Após 3 anos de turnês com o Varekai, Olga decidiu pela carreira solo e, atualmente, desenvolve novas apresentações para eventos especiais, comerciais e publicidade impressa e em vídeo.

## História
- 1985-1990 Ginástica Ritmica (Rússia).
- 1991-1992 Nikulin Circus (Moscow). Contorcionismo com Alexander Pikhienko.
- 1992-1994 Atuou nos circos dos irmãos Ringling e Barnum & Bailey. Contorcionismo com Alexander Pikhienko.
- 1994-2000 Cirque du Soleil — Quidam. Turnês pela Europa e América do Norte. Contorcionismo com bastões.
- 2000-2003 Cirque du Soleil — Varekai. Turnê pela América do Norte. Contorcionismo com bastões. Personagem principal.
- 2003-Atual Artista independente em eventos especiais, televisão, filmes e publicidade. Contorcionismo com bastões.

## Filmes
- Cirque du Soleil — Quidam
- Cirque du Soleil — Varekai
- Cirque du Soleil — Fire Within